# Jeune sapeur-pompier en France
Pour les autres articles nationaux ou selon les autres juridictions, voir Jeune sapeur-pompier.
 (mai 2015).
Si vous disposez d'ouvrages ou d'articles de référence ou si vous connaissez des sites web de qualité traitant du thème abordé ici, merci de compléter l'article en donnant les références utiles à sa vérifiabilité et en les liant à la section « Notes et références ».

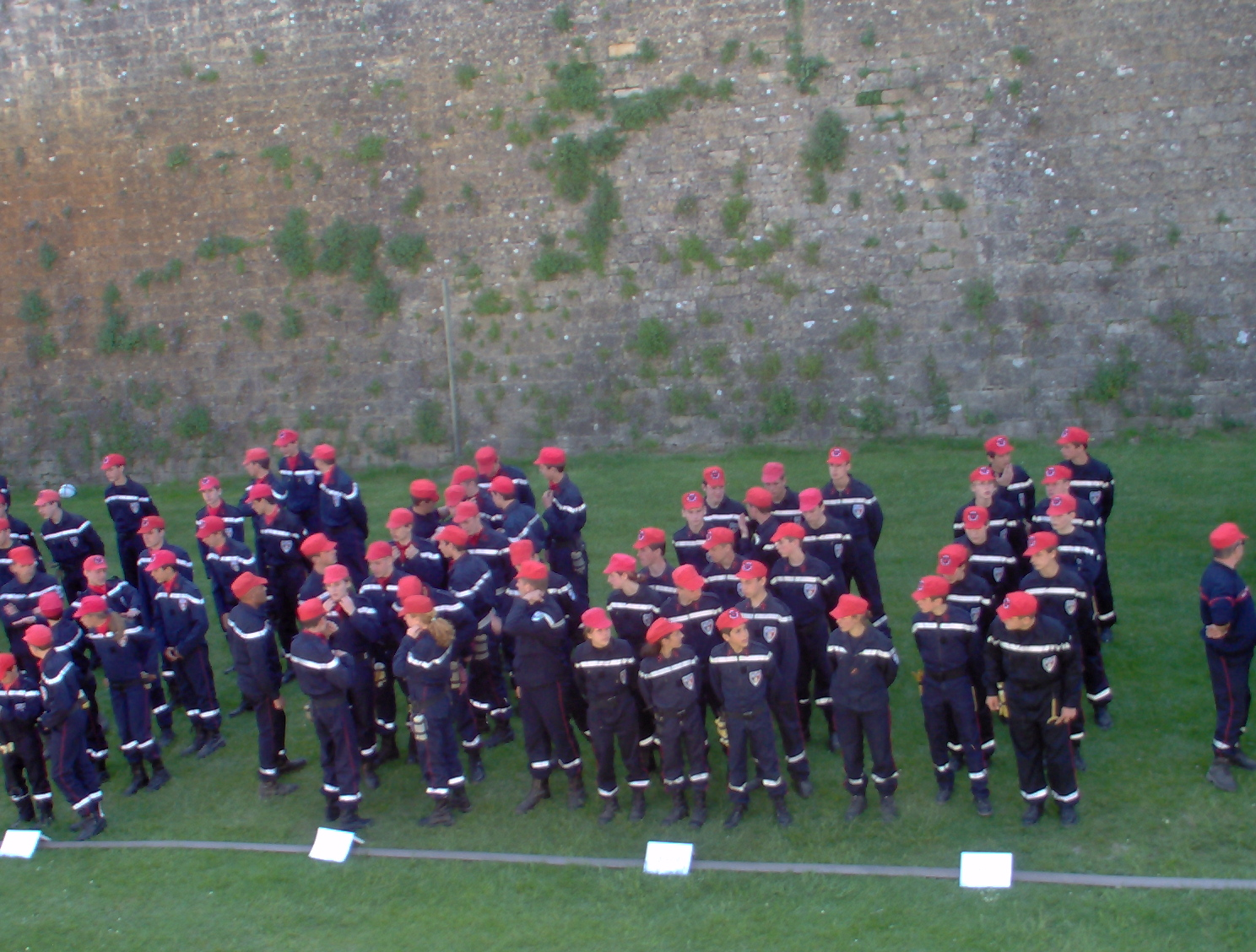
Des sections de JSP rassemblées lors du concours de manœuvres à Blaye 2003

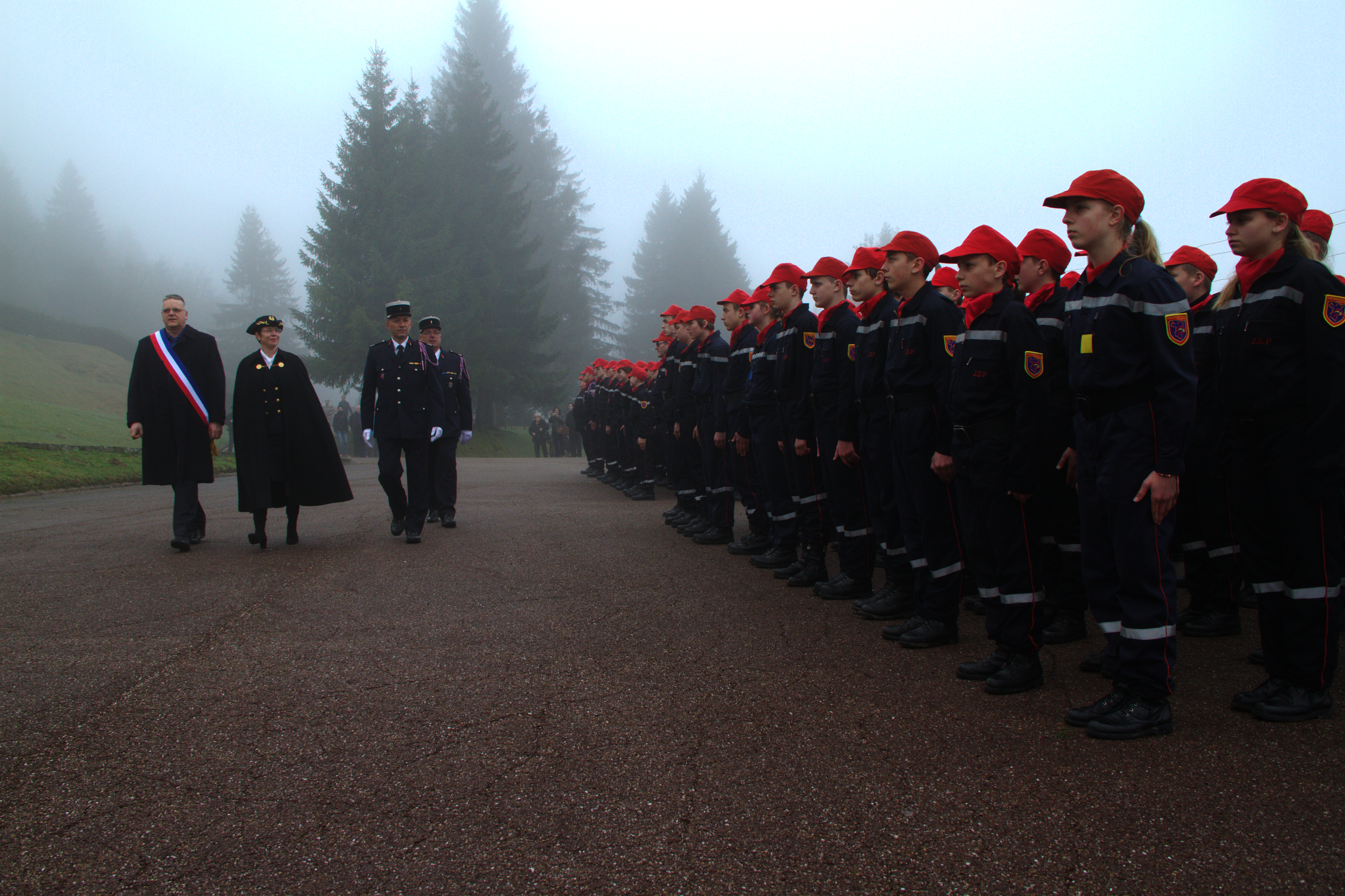
Jeunes sapeurs pompiers du Bas-Rhin, lors de la Journée nationale du souvenir de la déportation au Camp de concentration de Natzweiler-Struthof le 28 avril 2013

Chaque semaine, (différents jours selon les sections) les jeunes Sapeurs-Pompier (JSP) se retrouvent pour faire du sport, des cours, et aussi des manœuvres de pompiers ; ils ont entre 11 et 18 ans ; cette association a pour but de préparer les jeunes voulant devenir pompier plus tard, et s'ils ne le deviennent pas, au moins avoir une très bonne condition physique. La majorité des sections de JSP mettent en place des sélections composées d’épreuves de sport et/ou des entretiens. 
Cet article traite des jeunes sapeurs-pompiers (JSP) en France.

## Histoire
Officiellement, la première section de JSP créée en France est celle de Vienne en Isère en 1941, mais la section de Sainte-Foy-lès-Lyon dans le Rhône fut créée deux semaines avant selon les textes de la mairie de celle-ci. L'école des cadets de Vienne a été fondée en 1981[réf. nécessaire]. Les écoles de Marignane étampes  en 1978[réf. nécessaire].

## Les Jeunes sapeurs-pompiers de Paris
Depuis mars 2005, la brigade de sapeurs-pompiers de Paris s'est dotée de douze sections de Jeunes sapeurs-pompiers :
- Pour le 1er groupement d'incendie, les compagnies d'accueil sont la 12e compagnie (CS Ménilmontant), la 13e compagnie (CS Aulnay sous Bois), la 24e compagnie (CS Montreuil) et la 26e compagnie (CS Saint Denis)
- Pour le 2e groupement d'incendie, les compagnies d'accueil sont la 2e compagnie (CS Masséna), la 15e compagnie (CS Champigny), la 17e compagnie (CS Créteil) et la 22e compagnie (CS Rungis)
- Pour le 3e groupement d'incendie, les compagnies sont la 6e compagnie (CS Grenelle), la 21e compagnie (CS Plessis Clamart), la 27e compagnie (CS Gennevilliers) et la 28e compagnie (CS Nanterre).

Cette formation se déroule en trois phases :
- 1re phase : une semaine de découverte permettant de détecter l'aptitude des jeunes à suivre la formation.
- 2e phase : 60 samedis après-midi répartis sur deux années d'instruction dans la compagnie d'accueil.
- 3e phase : préparation militaire / SPP débouchant sur un contrat de réserviste opérationnel.

Elle est ouverte aux jeunes franciliens (75, 92, 93, 94) ayant quatorze ans minimum et seize ans maximum. Un bon niveau sportif est requis. Le brevet de JSP sanctionne cette formation. Au programme de l'instruction, on trouve du sport, des manœuvres incendie, du secourisme, de l'instruction civique et de l'instruction militaire. Pour faire acte de candidature, on peut se rendre sur le site de la BSPP.
Leur formation de secourisme se compose du PSC1 (la 1re année), du PSE 1, et du PSE 2 (la 2e année) et du module SAV1 (en 3e phase). Les cours se basent sur le BSP 200.2 qui est un référentiel interne à la BSPP.
À Marseille, deux formations existent :
Les jeunes marins-pompiers de Marseille, une section en trois ans qui permet l'obtention d'un diplôme de cursus. Ce diplôme de garantie pas une place dans le bataillon, mais facilite le recrutement. Cette section est ouverte depuis 2020 et est reconnue comme association d'intérêt général.
Les Cadets marins-pompiers, mis en place en 2011. Le bataillon sélectionne 50 jeunes en difficulté dans des collèges marseillais et les forme pendant une année scolaire à l'univers des marins-pompiers, au secourisme et à la citoyenneté. Ils sont nommés jeunes ambassadeurs du bataillon de marins-pompiers de Marseille.

## Concours de manœuvres
Certains départements proposent des concours de manœuvres entre les différentes casernes proposant des sections JSP.
Ces manœuvres sont de type incendie ou secourismes.
Les JSP doivent effectuer des manœuvres tirées au sort suivant plusieurs manœuvres prédéfinies et les réaliser à la fois dans le meilleur temps et en réalisant le moins de fautes.
Ces concours départementaux peuvent être qualificatifs pour un concours national regroupant les meilleures équipes de France.
Les équipes s'affrontent sur des épreuves d'incendie, de secourisme et de sport.
Concours de 1998 :
- Lieu : Lamoura (Jura) (39)
- Nombre d'équipes :
- Vainqueur : Presles (Val-d'Oise) (95)

Concours de 2010 :
- Lieu : Tarbes (Hautes-Pyrénées) (65)
- Nombre d'équipes : 127
- Vainqueur : Miribel (Ain) (01)

Concours de 2012 :
- Lieu : Niort
- Nombre d'équipes : 129
- Vainqueur : Garnerans (Ain) (01)

Concours de 2014 :
- Lieu : Mende
- Nombre d'équipe : 110
- Vainqueur : Creil (Nord) (60)

Concours de 2016 :
- Lieu : Verdun
- Nombre d'équipe : 127
- Vainqueur : Saint Fargeau Ponthierry (Ile-de-France) (77)

Concours de 2018 :
- Lieu : Bourges
- Nombre d'équipe : 121
- Vainqueur : Miribel (Ain) (01)

Concours de 2022 :
- Lieu : Saint-Omer (62)

## Dérivés
Fait unique en France[réf. souhaitée], le collège Saint-Augustin de Riaillé en Loire-Atlantique et le groupe scolaire Charles de Foucauld (Ozanam, Jeanne d'Arc ainsi que Saint-Jean) en Limousin à Limoges, proposent une option JSP sur quatre ans, dès la classe de 4e et sur temps scolaire : trois heures le lundi et un mercredi après-midi sur deux.
Un « Itinéraire de découvertes » pour les classes de 4e et de 3e des collèges Montaigne et Jean Vilar à Angers, ainsi que le collège Louis Grenier au Mêle-sur-Sarthe, propose une option « Pompiers ». Au programme : secourisme, possession du pager, etc.
Le bac professionnel Sécurité Protection est aussi ouvert dans plusieurs académies et permet de se former aux métiers de la sécurité dont le métier de sapeur-pompier.